# United Microelectronics Corporation
United Microelectronics Corporation, UMC — тайванський виробник мікроелектроніки (напівпровідникових виробів), утворений в 1980 році з спонсорованого державою Industrial Technology Research Institute (ITRI).
UMC — перша компанія, що розпочала промислове виробництво мікросхем на пластинах діаметром 300 мм і перша, що впровадила техпроцес 28 нм. Акції компанії торгуються на Тайванській фондовій біржі з 1985 року.
Згідно з інформацією TrendForce на кінець 2017 року, United Microelectronics Corporation — третій за обсягом контрактний виробник напівпровідникових мікросхем з часткою ринку 8,5 %. На першому місці знаходиться TSMC (55,9 %), на другому — GlobalFoundries (9,4 %).

## Виробничі потужності
| Заводи з виробництва напівпровідників | Заводи з виробництва напівпровідників | Заводи з виробництва напівпровідників | Заводи з виробництва напівпровідників | Заводи з виробництва напівпровідників |
| Назва фабрики                         | Техпроцес                             | Місце розташування                    | Діаметр пластин                       | Продуктивність, пластин на місяць     |
| ------------------------------------- | ------------------------------------- | ------------------------------------- | ------------------------------------- | ------------------------------------- |
| WKT                                   | 450-350 нм                            | Сіньчжу, Тайвань                      | 150 мм                                | 31 000                                |
| Fab 8A                                | 500-250 нм                            | Сіньчжу, Тайвань                      | 200 мм                                | 67 000                                |
| Fab 8C                                | 350-110 нм                            | Сіньчжу, Тайвань                      | 200 мм                                | 37 000                                |
| Fab 8D                                | 130-90 нм                             | Сіньчжу, Тайвань                      | 200 мм                                | 31 000                                |
| Fab 8E                                | 500-180 нм                            | Сіньчжу, Тайвань                      | 200 мм                                | 37 000                                |
| Fab 8F                                | 180-150 нм                            | Сіньчжу, Тайвань                      | 200 мм                                | 40 000                                |
| Fab 8S                                | 180-110 нм                            | Сіньчжу, Тайвань                      | 200 мм                                | 31 000                                |
| Fab 8N                                | 500-110 нм                            | Сучжоу, Китай                         | 200 мм                                | 76 000                                |
| Fab 12A                               | 130-14 нм                             | Тайнань, Тайвань                      | 300 мм                                | 87 000                                |
| Fab 12i                               | 130-40 нм                             | Сінгапур                              | 300 мм                                | 53 000                                |
| Fab 12X                               | 40-28 нм                              | Сямень, Китай                         | 300 мм                                | 19,000 -> 25,000 (2021)               |
| Fab 12M                               | 90-40 нм                              | Міє, Японія                           | 300 мм                                | 33 000                                |

## Доходи
Чистий прибуток за підсумками 2020 року склав 1,04 млрд доларів, операційна — 0,786 млрд .
| Технопроцес         | 3Q21 | 3Q20 | 3Q19 | 3Q18 |
| ------------------- | ---- | ---- | ---- | ---- |
| 14 нм і менше       | 0 %  | 0 %  | 0 %  | 5 %  |
| 14 нм<x≤28 нм       | 19 % | 14 % | 12 % | 13 % |
| 28 нм<x≤40 нм       | 18 % | 23 % | 26 % | 22 % |
| 40 нм<x≤65 нм       | 19 % | 19 % | 14 % | 12 % |
| 65 нм<x≤90 нм       | 8 %  | 10 % | 12 % | 10 % |
| 90 нм<x≤0,13 мкм    | 12 % | 11 % | 11 % | 11 % |
| 0,13 мкм<x≤0,18 мкм | 13 % | 13 % | 13 % | 14 % |
| 0,18 мкм<x≤0,35 мкм | 8 %  | 8 %  | 9 %  | 10 % |
| 0,5 мкм і більше    | 3 %  | 2 %  | 3 %  | 3 %  |